# 啟德醫院
啟德醫院（英語：Kai Tak Hospital, KTH），項目名稱大型急症全科醫院（英語：New Acute Hospital, NAH）由香港醫院管理局九龍中醫院聯網管理，位於九龍九龍城區啟德，目前興建中，地皮位於香港兒童醫院對面，工程分為兩期，第1期將設800張病牀、腫瘤科中心，並提供住院及日間手術服務。至第2期完成時，啟德醫院將有共2,400張病牀（每層提供200張病牀，其中300張屬於日間服務，主要為黃大仙區、九龍城區和觀塘區居民服務），並會提供急症服務；屆時，啟德醫院將會成為香港最大型的急症醫院。
醫管局最新文件顯示，啟德醫院由兩大工地組成，分別佔地31800平方米及21700平方米，合共佔地53500平方米，與香港兒童醫院相對，設5座大樓，分別提供急症、腫瘤科的日間及住院服務；日間專科門診；臨床教學等4大種類服務，5座大樓的2樓及4樓將有天橋連接，另外第1層地庫、2樓及4樓亦設有隧道及天橋連接兒童醫院，局方將在腫瘤學大樓及專科門診大樓前預留6900平方米面積興建海濱長廊，2座大樓中間地面將興建花園，病人可飽覽整個維港海景。
項目建築設計由予王董建築師事務有限公司負責，而地基工程、挖掘和橫向承托工程，以及地庫挖掘工程由惠保（香港）有限公司承包，合約造價53.568億港元。

## 歷史
針對香港公立醫院服務需求急速增長，以及滿足長遠上的醫療服務需求，規劃署在啟德發展區預留了用地作為興建醫療設施用途。為了配合九龍整體上的醫療服務的長遠需要，時任香港行政長官梁振英於2014年1月15日透過《2014年度香港行政長官施政報告》宣佈會為在啟德發展區興建一座急症全科醫院而要求醫院管理局進行策略性研究和規劃，務求能夠盡快落實項目。
2015年1月14日，時任香港行政長官梁振英透過《2015年度香港行政長官施政報告》宣佈落實興建啟德醫院。醫院管理局考慮啟德醫院落成後，將全部原來由伊利沙伯醫院提供的服務遷移至前者，以方便後者重建；與此同時，順勢重整九龍東聯網、九龍中聯網及九龍西聯網。
2021年10月13日，醫院工程地點錄得沉降記錄超逾25毫米的預設停工指標，醫管局按機制即時停止相關地基工程。醫管局及工程項目團隊安排承建商進行加固措施，包括以灌漿方法改善鄰近地質情況，並派員視察工地附近的香港兒童醫院及觀塘繞道等周邊構築物及公用設施。根據監測數據，鄰近有關工地的公眾設施的沉降幅度仍然符合項目預設安全水平，錄得低於預設安全指標的輕微沉降。承建商的獨立檢測顧問為設施進一步檢查及評估，確認設施的結構及運作安全。
2022年3月31日，醫管局稱完成緩解措施和修復工作，醫院相關地基工程復工。
2024年9月，根據醫院管理局的最新資料，啟德醫院預計在2026年起投入服務。
2025年4月，政府表示擬於今年下半年至明年初增設公共交通路線，配合啟德醫院於明年第一季啟用。

## 工業意外
2025年1月13日下午，地盤發生巨型棚架倒塌的工業意外，造成11名工人受傷，其中1人危殆。

## 建築圖像

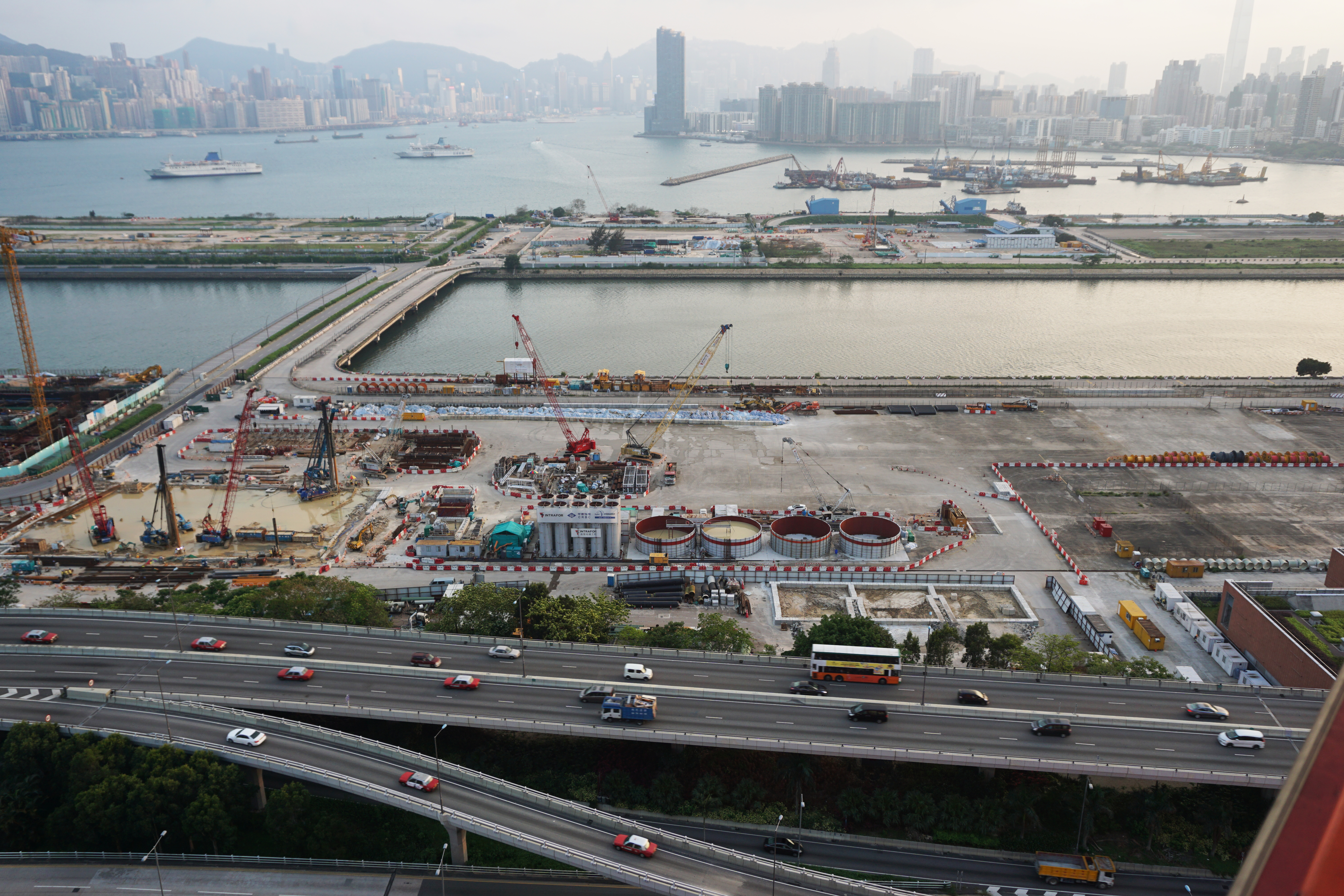
1期工程，2016年5月
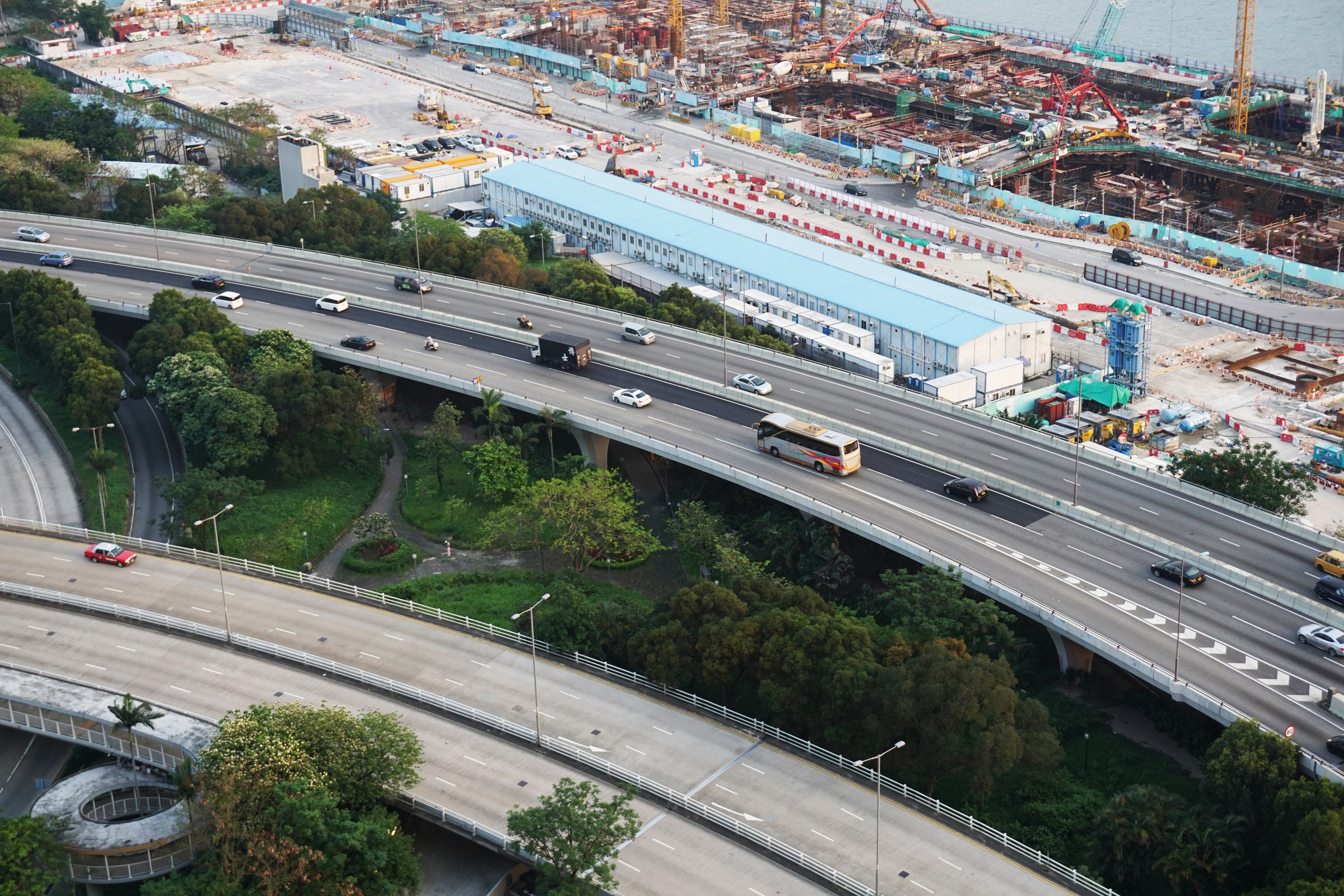
2期地盤，2016年5月
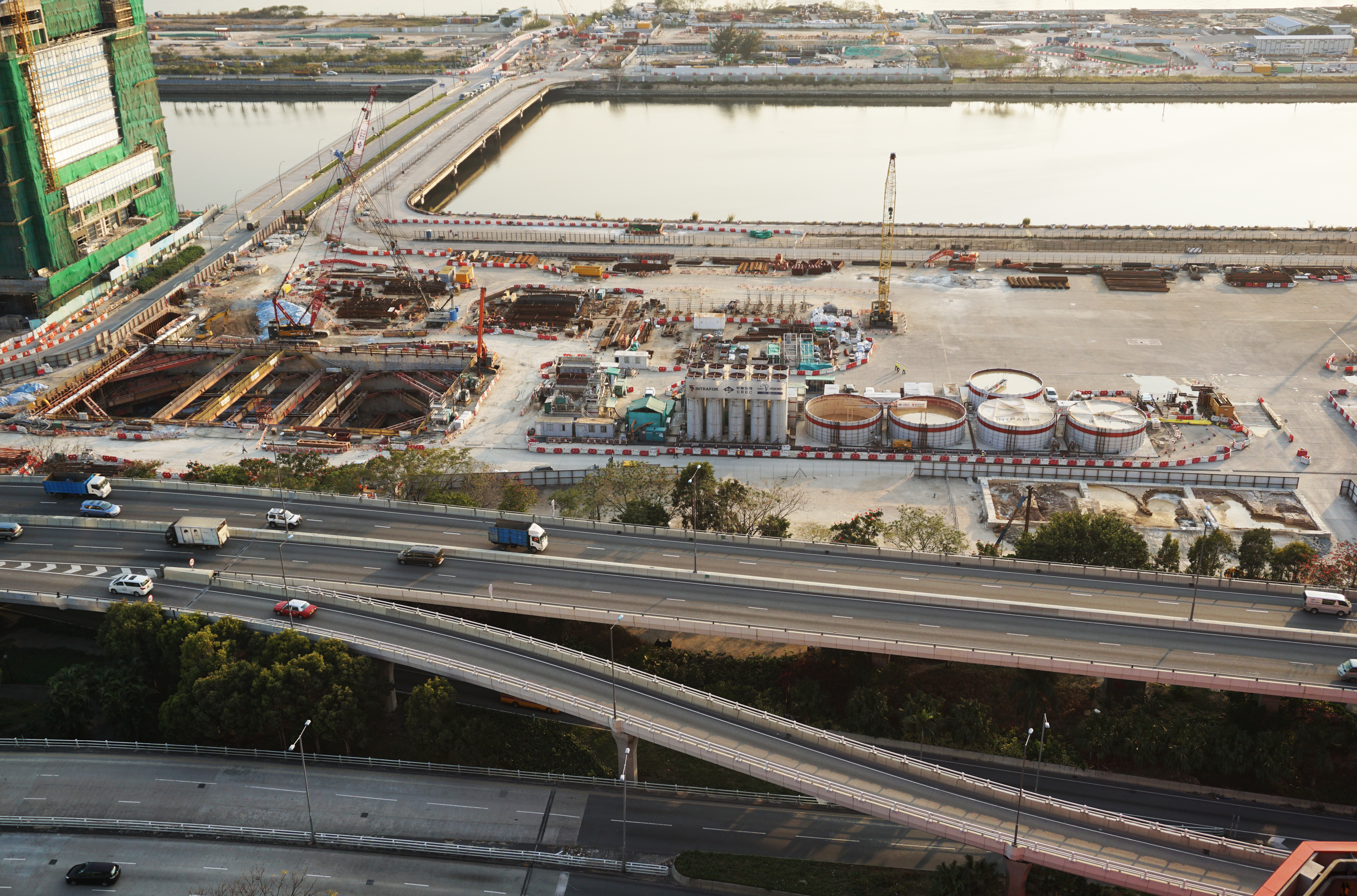
1期地盤，2017年3月
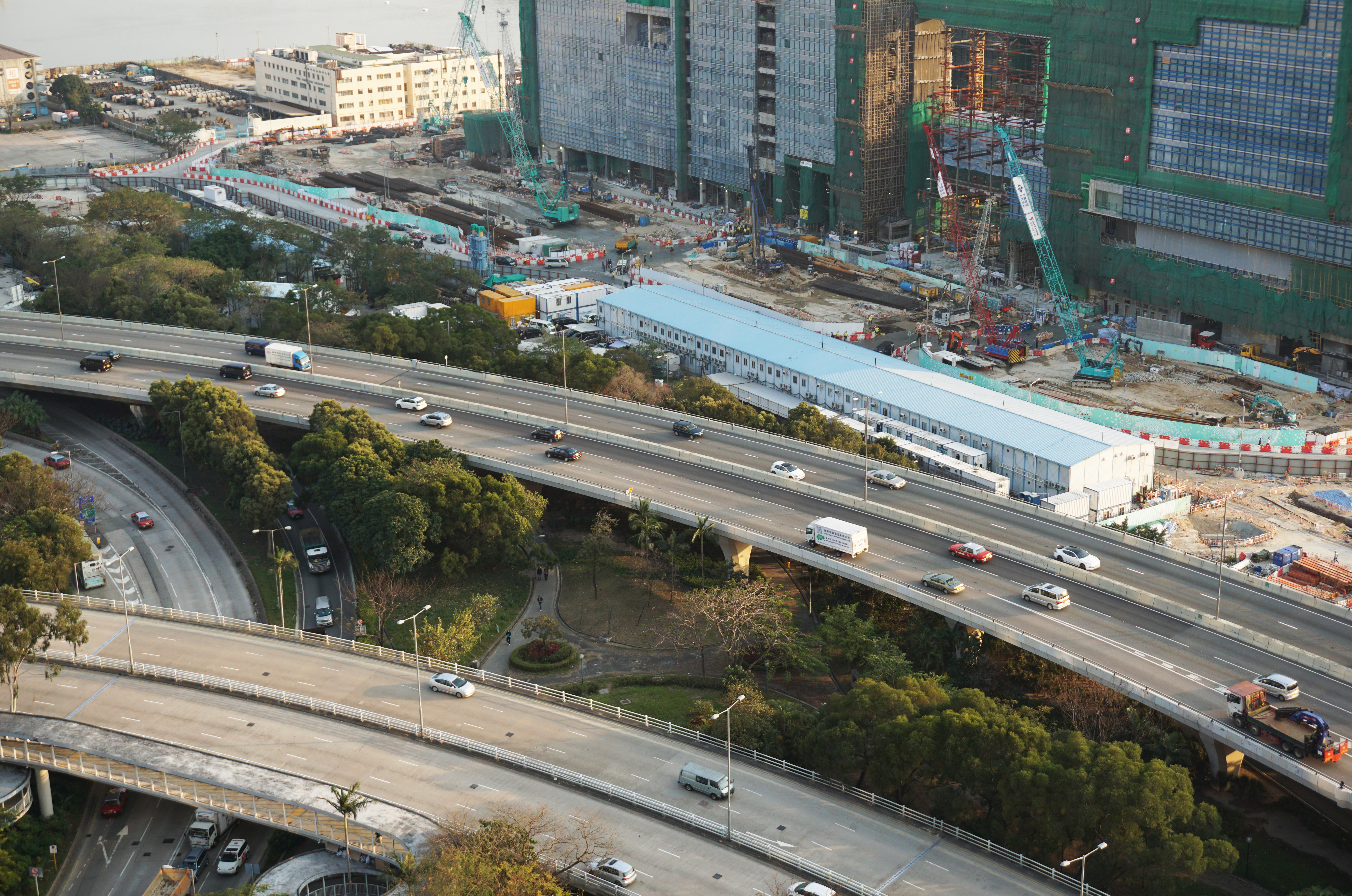
2期地盤，2017年3月
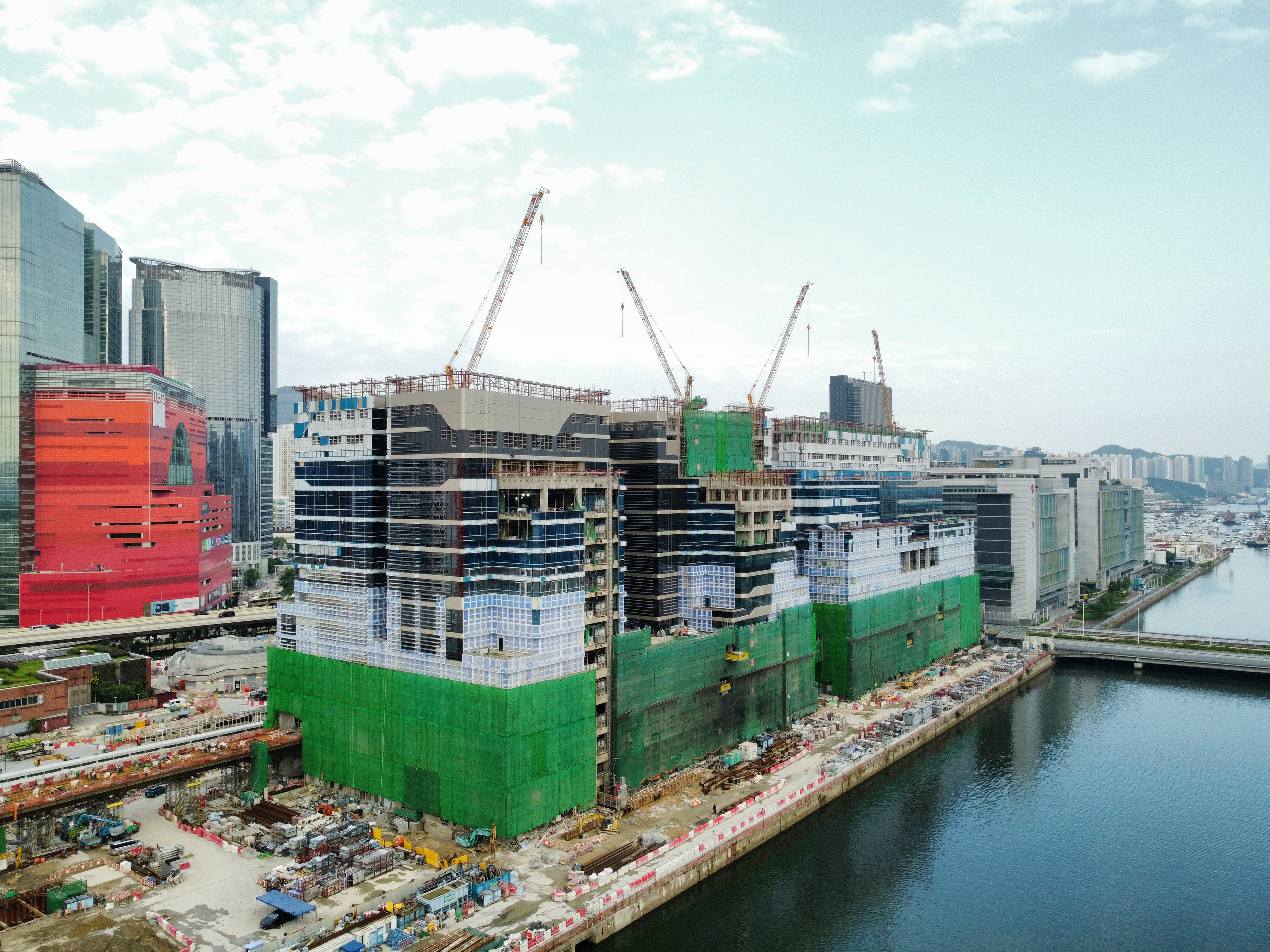
已封頂的啟德醫院，圖為1期大樓（2024年10月）

## 鄰近
- 香港兒童醫院
- 神經科學專科卓越醫療中心將併入啟德醫院內（佔一至兩樓層）

## 外部連結
- 落實興建啟德醫院（页面存档备份，存于） 香港政府新聞網 2015年1月14日
- 落實興建啟德醫院 香港政府新聞網 2015年1月14日